# Bernard Maris
Oncle Bernard, pseudoniem van Bernard Maris (Toulouse, 23 september 1946 – Parijs, 7 januari 2015), was een Frans econoom, schrijver en journalist. Maris is overleden bij de aanslag op het hoofdkwartier van Charlie Hebdo in Parijs.
- Biblioteca Nacional de España: XX1412591
- Bibliothèque nationale de France: cb11914617d (data)
- Catàleg d'autoritats de noms i títols de Catalunya: 981058526917506706
- Gemeinsame Normdatei: 122733061
- International Standard Name Identifier: 0000 0001 1742 1053
- Library of Congress Control Number: n85071925
- MusicBrainz: 3f92c921-94e7-4e8f-8307-b3e40ab208b9
- Nationale Bibliotheek van Tsjechië: xx0198057
- Nationale Bibliotheek van Israël: 987007590897905171
- Nederlandse Thesaurus van Auteursnamen: 254903029
- Système universitaire de documentation: 027010538
- Virtual International Authority File: 9850257
- WorldCat: E39PBJd3RgQC7gQQXFJTvVfcyd